# Strongylaspis macrotomoides
Strongylaspis macrotomoides là một loài bọ cánh cứng trong họ Cerambycidae.